# Plegaderus adonis
Plegaderus adonis är en skalbaggsart som beskrevs av Sylvain Auguste de Marseul 1876. Plegaderus adonis ingår i släktet Plegaderus och familjen stumpbaggar. Inga underarter finns listade i Catalogue of Life.